# الوقائع المصرية

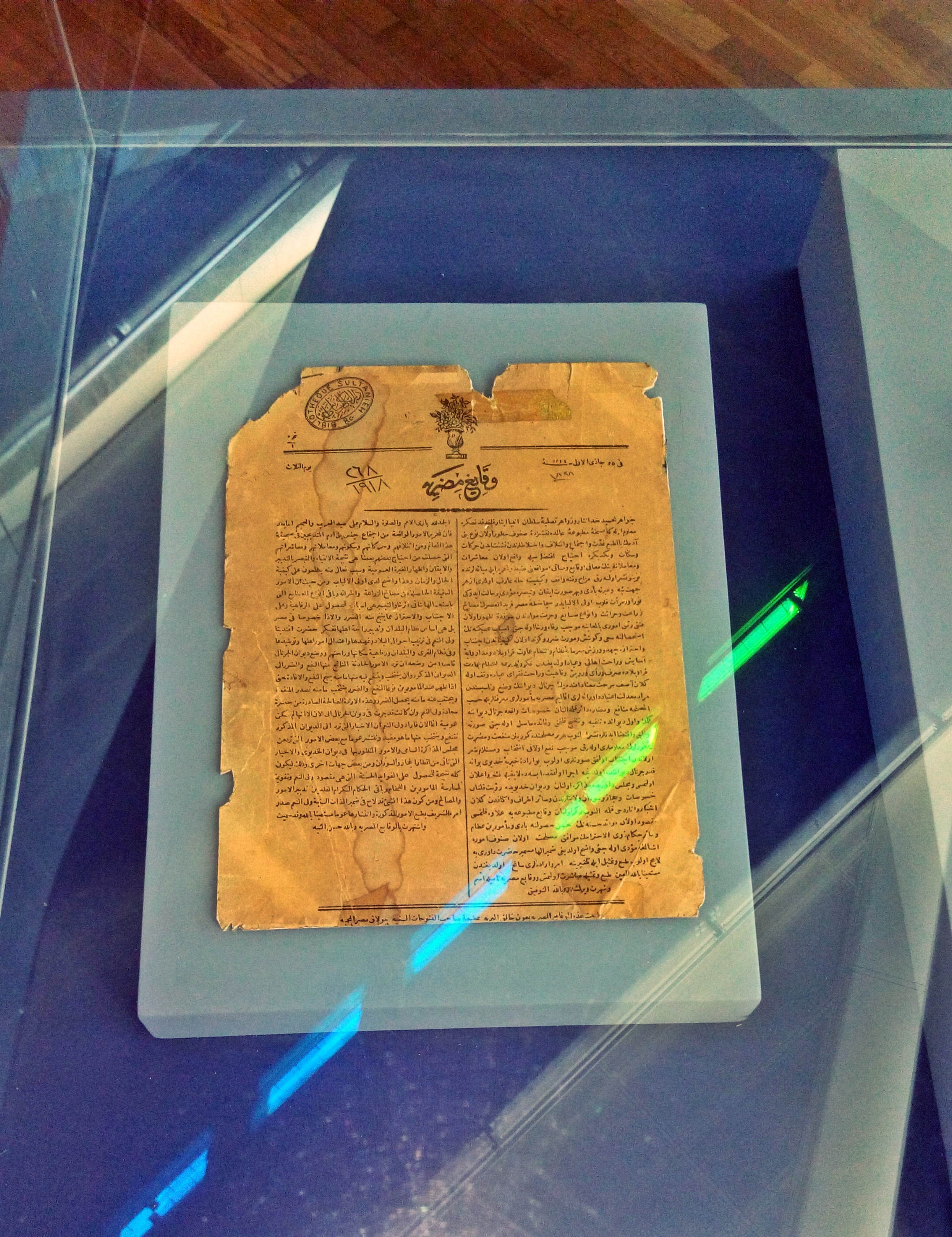
العَدد الأول من جَريدة وقائع مصرية، الصادر يوم الثُلاثاء 25 جمادى الأولى من عام 1244هـ الموافق 3 ديسمبر 1828م، ويظهر فيه أنه مُحرر باللغتين: العربية والتُركية.

ٱلْوَقَائِعُ ٱلْمِصْرِيَّةُ، المعروفة سابقًا باسم: وَقَائِعُ مِصْرِيَّةٌ: صحيفةٌ مِصرية، أسَّسَها محمد علي باشا سنةَ 1828 م في القاهرة. صدر أول عدد منها في 3 ديسمبر من عام 1828م وكانت توزع على موظفي الدولة وضباط الجيش وطلاب البعثات. صحيفة الوقائع المصرية هي أول صحيفة عربية في الشرق الأوسط، وأُلحقت فيما بعد بـالجريدة الرسمية. كانت الجريدة في البداية تنشر باللغتين؛ العربية والتركية العثمانية، حتى انفردت بها العربية فقط.

## التأسيس
ظهرت فكرة الجريدة في الصحافة المصرية بجهد من الحملة الفرنسية، حيث أُنشِئت أول جريدة عرفها الشعب المصري وهي جريدة بريد مصر التي صدرت باللغة الفرنسية في 29 أغسطس سنة 1798م بأربع صفحات، وقد كانت تحتوي على الحوادث اليومية بالإضافة لأنباء دواوينهم وأماكن أحكامهم وحفلات الجيش، ومع جلاء الحملة الفرنسية ومع استقرار الأوضاع في مصر بدأت فكرة وجود الصحافة وإنشاء مطبعة بولاق، كأول مطبعة للحكومة المصرية، لم تكن للوالي سياسة صحفية واضحة غير أنه كان شغوفاً بالاطلاع عليها ومعرفة ما حملت من آراء وأخبار، لكنه التفت إلى الصحف الغربية فأعجب بها وأصبحت لديه رغبة في التعرف على أخبار الداخل والخارج، فأنشأ محمد علي أول جريدة مصرية واعتبرها جريدة الحكومة الرسمية، وأمر بتهيئة الوسائل لنشر هذه الجريدة ورسم لها خطة التوزيع والانتشار.

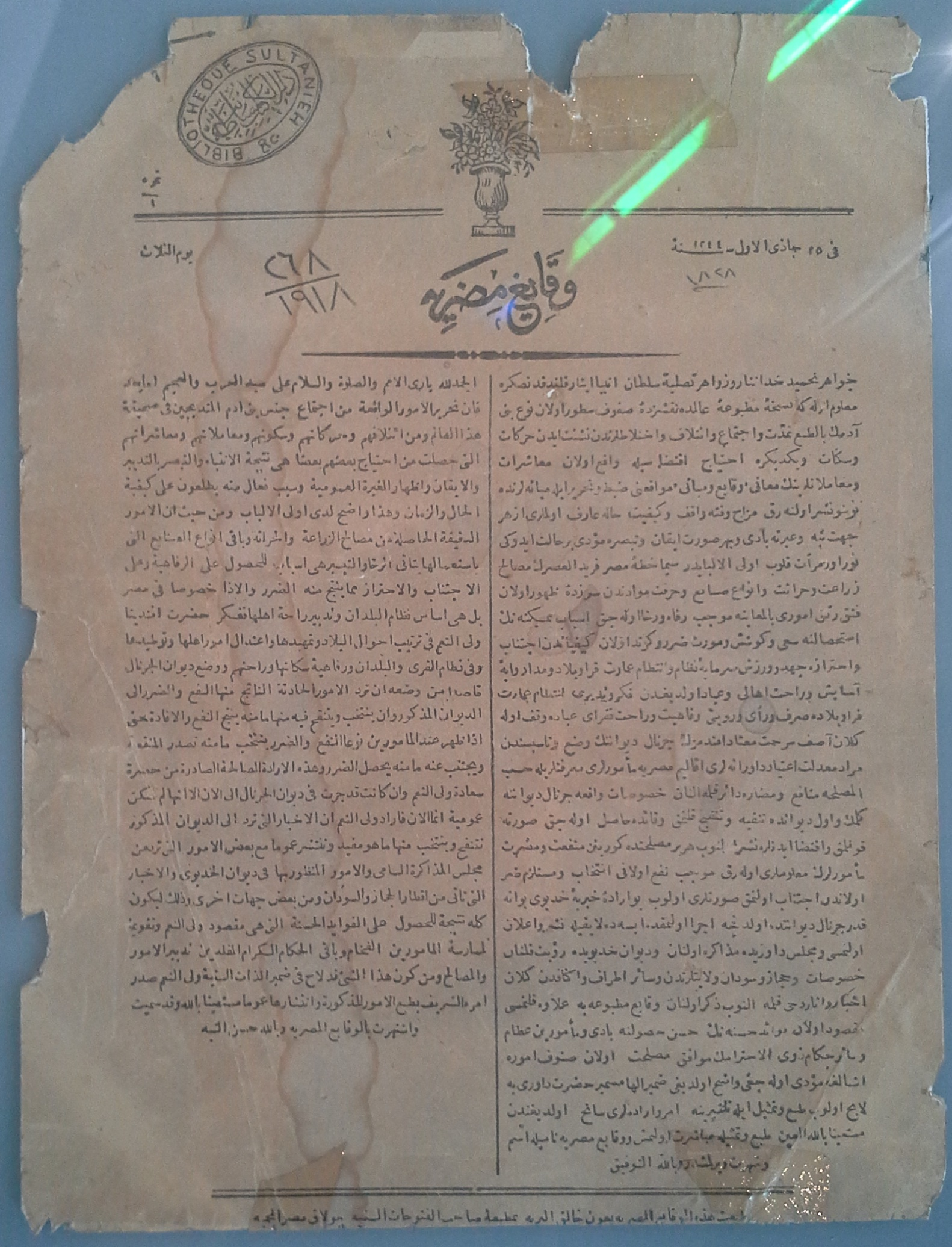
الصادرة الاولى من جريدة الوقائع المصرية وقد صَدر يوم الثُلاثاء 25 جمادى الأولى من عام 1828م، وهوُ مُحرر باللغتين العربية والتُركية العثمانية، في مكتبة الإسكندرية.

## التاريخ
مرّت الجريدة بالعديد من التغيرات والتطورات ففي عام 1842م قام رفاعة الطهطاوي بتطوير الجريدة من حيث الشكل والمضمون والأسلوب، لدرجة أثارت حفيظة رجال الدولة وخشيتهم مما كان سبباً في نفي رفاعة الطهطاوي إلى السودان، وجعل رفاعة الأخبار المصرية المادة الأساسية بدلاً من الأخبار التركية، وهو أول من أحيا المقال السياسي عبر افتتاحيته في جريدة الوقائع، وفي عهده أصبح للجريدة محررون من الكتاب.
في عهد الخديوي سعيد باشا توقفت الصحيفة ما بين عامي 1854-1863م، ومع بدء الاحتلال البريطاني لمصر سنة 1882م تحولَّت الوقائع المصرية من صحيفة حكومية إلى صحيفة شعبية يومية على يد الشيخ محمد عبده، فقد عهد إليه مصطفى في رياض باشا في عام 1880م مهمة إصلاح جريدة الوقائع المصرية، ومكث في هذا العمل نحو ثمانية عشر شهراً، نجح أثناءها في أن يجعل من الجريدة منبراً للدعوة للإصلاح، والعناية بالتعليم.
نشرت الصحيفة بعض القصائد الشعرية ومقتبسات من مقدّمة ابن خلدون، وكتب فيها رفاعة الطهطاوي أوّل مقال كامل يُنشر في الصحافة المصرية تحت عنوان تمهيد، وكان ذلك في العدد رقم 623 عام 1842م، وكان أول عدد بعد تولّي رفاعة الإشراف على الصحيفة.
الهيئة العامة لشئون المطابع الأميرية هي الناشر للجريدة الرسمية وجريدة الوقائع المصرية

### الصحيفة وفقاً لتنظيم محمد علي باشا
كانت الصحيفة في العهد العثماني تُوزع في الجيش والتي كانت في ذلك الوقت تسمى بالجهادية مقابل الرسوم المقررة لها، وعلى رجال الدولة ورعاياها هدية تقليداً لما كان يحدث في أوروبا في ذلك الوقت، ورأى محمد علي أن الجريدة مقروءة عند فئة قليلة من الناس، وهي كبار الموظفين وأمراء البيت والعلماء والجيش فقط، ولهذا فكر في انتشارها عند طبقة جديدة من طبقات الشعب وهي طلاب العلم الذين لهم مكان عند الحكومة، لذلك كانت توزع الصحيفة عليهم بالمجان. وألزم الموظفون الذين يتقاضون ألف قرش في الشهر بقراءتها إذ إن رسم الوقائع يستقطع 77 قرشاً و11 يارة من رواتبهم.
ووصل الإجبار للموظفين الفرنسيين رغم أنهم لا يعرفون اللغة العربية أو التركية اللتين كانتا تصدران بهما، وحرصت الحكومة على تحصيل ثمنها وملاحقة المدنيين، ويذكر أن أحد الموظفين توفي وقضى على ابنه الموظف في ديوان المالية بخصم دين أبيه من راتبه.
وبعد أن ضمن محمد علي توزيع الوقائع على كافة فئات المجتمع، التفت إلى استقامة العمل في إداراتها وكان يراقب بنفسه النشر وعمل على أن يكون توزيعها منتظماً لا تعترضه عقبة حتى ذاع صيتها في الأعياد. لم تكن عناية محمد علي بصحيفة الوقائع المصرية عناية سطحية رغم ما كانت تشغله الحياة العامة بمسائل أخطر من الجريدة الرسمية، لكنه أحس بقيمة الصحيفة وأعد للجريدة مطبعة وهيأ لها المأمورين والمحررين والمترجمين والعمال وفرض على موظفيه من الأجانب والوطنيين أن يوالوها بالمقالات المهمة وكان يقرر في الجريدة مكافآت للخبر من قرش إلى 100 قرش، بالإضافة إلى اللحم والأرز والسمن الذي كان يُعطى للموظفين.
صدر العدد الأول من الوقائع المصرية في 3 ديسمبر 1828م بمجمل أربع صفحات، طول كل الصفحة 37 سنتيمتراً محتويةً على الموضوعات باللغة التركية ومترجمة إلى اللغة العربية وتتصدر الصفحة الأولى الافتتاحية باللغتين متضمنة الأغراض والأهداف التي من أجلها صدرت الوقائع المصرية.
لم يكن للجريدة ميعاد معلوم في الظهور فأحياناً تصدر 3 مرات في الأسبوع وأحياناً مرة واحدة وفي بعض الأحيان تطول الفترة بين العدد والآخر، حتى إنه صدر العدد الثاني منها بعد صدور الأول بأربعة عشر يوماً.
عُيّن سامى أفندى كأول مدير لتحرير القسم التركي، وكان المسؤول عن القسم العربي هو السيد شهاب الدين محمد إسماعيل، وكان يتقاضى عن عمله 750 قرشاً.
كان يكتب اسم الجريدة في رأس الصفحة الأولى، وعلى يسار الاسم رُسم أصيص زرع يرمز لشجرة القطن، وتغير في العدد الثامن عشر واحتل مكانه رمز الهرم ومن خلفه الشمس، طُبعت الوقائع بمطابع بولاق حتى العدد 535 الصادر في 15 يونيو 1833م ثم بمطبعة الوقائع بالقلعة لستة أعداد، وعادت تصدر من مطبعة بولاق حتى عهد سعيد باشا.
عنيت الوقائع في إصدارها الأول عناية خاصة برواية الأخبار الرسمية في أسلوب فيه من التعظيم كلما اتصلت الأخبار بالوالى أو رجال الحكومة بالإضافة لنشر الحوادث التي تظهر للناس أن الدولة يقظة على أمنهم وراحتهم، واستمرت الصحيفة تؤدى رسالتها على هذا النحو برئاسة سامي بك وأحمد أفندى ومساعديهما.

### الصحيفة وفقاً لتنظيم رفاعة الطهطاوي
ظلت الوقائع المصرية تجري على نهجها حتى بدأت الصحيفة الرسمية تدخل في طراز جديد، عندما تولى رئاسة تحريرها رفاعة الطهطاوي عام 1842م، وقد كان له العديد من الإنجازات وأهمها أن تكون اللغة العربية هي الأساس للجريدة واللغة التركية هي الترجمة لمواضيعها، وأدّى ذلك إلى تنوع واختلاف المواد المنشورة.

### الصحيفة وفقاً لتنظيم محمد سعيد باشا
لم يهتم محمد سعيد بالجريدة في بداية حكمه للبلاد، إلى أن بدأ في وضع قواعد ونظم ظهرت بها صحيفة الوقائع المصرية برسم جديد، وكان ثمنها 120 قرشاً في السنة ويتقاضى المدير 3000 قرش في الشهر والمحرر 1500 قرش شهرياً وأصبح قلم الوقائع مستقلاً وكان المحرر الأول بعد استقلال الجريدة هو الشيخ أحمد عبد الرحيم.

### الصحيفة وفقاً لتنظيم محمد عبده
في عام 1880م تولى الشيخ محمد عبده رئاسة الوقائع المصرية وأصبحت تصدر يومياً عدا يوم الجمعة وأصبح لها استقلال تام، وكانت الافتتاحية لمحمد بعنوان دخول جريدة الوقائع المصرية في طراز جديد، وبلغت الصحيفة عصرها الذهبي في عهد محمد عبده، الذي كان حريصاً على أن يكون أسلوب الكتابة فيها أسلوباً عربياً صحيحاً، وفي ذلك الوقت عرفت الجريدة نظام الإعلان، الذي قدر بقرشين للسطر الواحد في حين أن ثمن العدد قرش واحد.
وأصبحت الصحيفة مدرسة لها أساتذتها وتلاميذها في كل حقبة من الزمن فتتلمذ على يدي محمد عبده سعد زغلول الذي أصبح كاتباً وأديباً وسياسياً وكتب في كل المجالات الاجتماعية والسياسية والاقتصادية وأيضاً إبراهيم الهلباوي، الذي أصبح أول نقيب للمحامين وغيرهم.

### الصحيفة وفقاً لتنظيم الحكومة المصرية
في عام 1911م أصبح تحت كلمة الوقائع المصرية تاج داخله علم مصر وكُتب تحتها جريدة رسمية للحكومة المصرية، وأصبحت التعليمات الخاصة بالاشتراكات ونشر الإعلانات في الصفحة الأخيرة، بدلاً من كتابتها على الجانبين الأيمن والأيسر، ويُلاحظ في عام 1912م أنه كان هناك أعداداً غير اعتيادية تصدر أيام الأحد والخميس علاوة على الأعداد الدورية التي كانت تصدر بشكل اعتيادي. عُين أحمد صادق بك مديراً للمطبعة الأميرية ومشرفاً على الصحيفة عام 1917م، وأصبحت الوقائع المصرية تابعة لمراقبة مطبوعات الحكومة بوزارة المالية، كما ظل ثمن النسخة كما هو حتى عُين جورج نيوتن ملاحظاً للمطبعة الأميرية والجريدة الرسمية، فرفع أجر سطر الإعلان إلى 12 قرشاً ولم تحدث في عهده إضافات جديدة للصحيفة لا في الشكل ولا المضمون.

### الصحيفة وفقاً لتنظيم إميل فورجيه
في 17 يناير 1924م عُيّن إميل فورجيه مديراً للجريدة، وقد كانت البلاد في ذلك الوقت تشهد حياة دستورية جديدة في عهد الملك فؤاد، وبدأت مضابط جلسات البرلمان تنشر في الصحيفة على هيأة ملاحق مرفقة للعدد، وظل هكذا حتى عام 1952م. إلى أن انتُدب حسن على كليوة بك للقيام بأعمال مدير المطبعة الأميرية والجريدة الرسمية، وفي عهده أصدرت أعداد غير اعتيادية للوقائع المصرية باللون الأخضر وداخل برواز بنقوش فنية تحمل أمراً ملكياً بميلاد الأمير أحمد فؤاد وإطلاق لقب أمير الصعيد، وأخذت صحيفة الوقائع المصرية كأي صحيفة تتابع أخبار الدولة علاوة على قيامها بنشر جميع الأوامر والمراسيم الملكية وقرارات الوزراء والحالة المنظورة الداخلية دون أن يكون لها الحق في التعليق أو النقد أو إبداء الرأي في أي حدث، لكنها كانت تقوم بنشر ما تريد السلطة أن تنشره على الشعب حتى إنه وقت قيام ثورة 23 يوليو 1952م لم يرد فيها أي شيء خاص بقيام الثورة.

### الصحيفة وفقاً لتنظيم العهد الحديث
في 16 يناير 1954م ظهر أعلى كلمة الوقائع المصرية شعار جمهورية مصر وفوقها البسملة، وتمت زيادة سعر النسخة إلى 30 مليماً وأصبحت أجرة السطر في الإعلان 240 مليماً، وفي عهد جمال عبد الناصر اهتمت الدولة اهتماماً كبيراً بتنظيم إصدار الجريدة الرسمية وأصبحت تصدر يومياً باللغة العربية ويوم الخميس باللغة الفرنسية ووصل سعر النسخة عام 1966م إلى 5 قروش مضافاً أليها مصاريف إدارية قد تصل إلى 5 قروش أخرى ونظراً لارتفاع أسعار الورق والخامات عام 1974م تم تخفيض سعر النسخة إلى 70 مليماً فقط، في حين وصل ثمن السطر في الإعلان سنة 1988م إلى 6 جنيهات. وتذكاراً لتاريخ الجريدة أصدر في نفس العام طابع بريد مدون عليه اسم الوقائع المصرية.

## وصلات خارجية
- الموقع الرسمي للمطبعة الأميرية